# Dysstroma commanotata
Dysstroma commanotata là một loài bướm đêm trong họ Geometridae.